# Jean-Louis Curtis
Jean-Louis Curtis fue un novelista y ensayista francés nacido el 22 de mayo de 1917 en Orthez, en los Pirineos Atlánticos, y fallecido el 11 de noviembre de 1995 en París. Ganó el premio Goncourt en 1947 con la novela Les forêts de la nuit (Los bosques de la noche).

## Biografía
Después de cursar estudios secundarios en su ciudad natal, Orthez, Jean Louis Curtis estudia letras en la facultad de Letras de Burdeos y continúa en la Sorbona, antes de trasladarse a Inglaterra de septiembre de 1937 a julio de 1939.  En agosto de 1939 fue movilizado y en 1940 fue enviado a Marruecos formando parte de la fuerza aérea. En septiembre de ese año, fue desmovilizado y volvió a Francia como profesor en el liceo de Bayona. En 1943 se convierte en profesor de inglés en el liceo de Laon. En 1944, participa en la campaña de liberación de Francia en el Cuerpo Franco Pommiès, una especie de cuerpo de liberación formado por civiles en los Pirineos (en alemán se denominan freikorps).
En 1947, publica su primera novela, Les jeunes hommes. En 1947, gana el premio Goncourt por la novela, Les Forêts de la nuit (Los bosques de la noche), un ácido retrato sobre los miembros de la Resistencia, pero hasta 1955 no deja la enseñanza para dedicarse únicamente a escribir. Como especialista en Shakespeare, es responsable de las adaptaciones televisivas del dramaturgo inglés, producidas por la BBC entre 1978 y 1985, difundidas en Francia a mediados de la década de 1980. En 1986 se convierte en miembro de la Academia Francesa. 
Ha escrito varios pastiches de acontecimientos contemporáneos: las revueltas estudiantiles de mayo de 1968 y la victoria socialista en Francia de mayo de 1981.
Michel Houellebecq le rinde homenaje en un largo pasaje de El mapa y el territorio (premio Goncourt 2010).

## Obra
- Les Jeunes Hommes, Juillard, París, 1946
- Les Forêts de la nuit, Julliard, París, 1947, Premio Goncourt. En castellano, Los bosques de la noche, como parte de Premios Goncourt de novela, Plaza y Janés.
- Haute École, Julliard, Paris, 1950
- Les Justes Causes, Julliard, París, 1954
- L'Échelle de soie, Julliard, París, 1956
- Un Saint au néon, Denoël, París, 1956
- La Parade, Julliard, París, 1960
- Cygne sauvage, Julliard, París, 1962
- Traducción de El rey Lear, Gallimard, París, 1965
- La Quarantaine, Julliard, París, 1966
- Un jeune couple, Julliard, París, 1967
- Le Thé sous les cyprès, Julliard, París, 1969
- Un miroir le long du chemin, Julliard, París, 1969
- Le Roseau pensant, Julliard, París, 1971
- La Chine m'inquiète, Grasset, París, 1972
- Questions à la littérature, Stock, París, 1973
- L'Étage noble, Flammarion, París, 1976
- L'Horizon dérobé, Flammarion, París, 1978
- La Moitié du chemin (Tomo 2 de l'Horizon dérobé), Flammarion, París, 1980
- Le Battement de mon cœur (Tomo 3 de l'Horizon dérobé), Flammarion, Paris, 1981
- Le Mauvais Choix (1984), Flammarion, París, 1984
- Le Temple de l'amour, Flammarion, París, 1990
- La France m'épuise, Flammarion, París, 1992
- Le monde comme il va, Les Éditions du Rocher, 1995
- Andromède, Albin Michel, París, 1996